# Teatro Premium
Teatro Premium es el nombre que recibe un espacio cultural localizado en la Avenida Principal de Los Naranjos y Avenida El Paují en el Municipio El Hatillo, en jurisdicción del Estado Miranda, y al este del área metropolitana de Caracas, al centro norte del país sudamericano de Venezuela.
El Teatro con capacidad para 200 personas, empezó a operar en agosto de 2010 como respuesta a la demanda de espacios teatrales en la ciudad. Para acceder al lugar es necesario acceder al Centro Comercial Galerías Los Naranjos, en el nivel pasarela.
En el lugar se han presentado desde obras infantiles como "Las Aventuras de Primavera e Invierno" hasta eventos para el público en general como "Angustias" o Sangre en el Diván dedicada a un público adulto.
Entre otras actividades también se dictan talleres y se dan funciones privadas. 
Diseño: La implementación representó un desafío ingenioso para los involucrados. En esta ocasión, el líder Javier Rouge, junto a Jesús Fernández de GETECA, llevaron a cabo la audaz instalación de la sala en la última tienda Blockbusters que cerraba en ese momento en Caracas. El aforo alcanzado es de 200 butacas.